# Paweł Frankowski
Paweł Konrad Frankowski (ur. 1976) – polski politolog, doktor habilitowany nauk społecznych, profesor uczelni Uniwersytetu Jagiellońskiego. Wykładowca w Instytucie Nauk Politycznych i Stosunków Międzynarodowych UJ.

## Kariera naukowa
16 grudnia 2005 r. uzyskał na Wydziale Politologii Uniwersytetu Marii Curie-Skłodowskiej stopień doktora nauk humanistycznych w dyscyplinie nauk o polityce na podstawie pracy Hegemonia Stanów Zjednoczonych Ameryki w warunkach turbulencji, której promotorem był Marek Pietraś. 24 lutego 2015 r. uzyskał habilitację w tej samej dyscyplinie na Wydziale Studiów Międzynarodowych i Politycznych UJ na podstawie dorobku naukowego i rozprawy Polityki zewnętrzne stanów amerykańskich w procesie kształtowania polityki zagranicznej Stanów Zjednoczonych.
W macierzystym instytucie należy do zespołu Katedry Bezpieczeństwa Narodowego.